# 特拉索瓦雷斯
特拉索瓦雷斯，是西班牙阿拉贡自治区萨拉戈萨省的一个市镇。 总面积72平方公里，总人口212人（2001年），人口密度3人/平方公里。